# Antoine Berthellemy
Antoine Berthellemy, ou Berthélemy, est un peintre de portrait français né à Fontainebleau vers 1633, et mort à Paris le 11 juin 1669.

## Biographie
Peu d'informations sur ce peintre sont connues. 
Il s'est marié avec Marguerite Canivet dont il a eu un fils, Philippe, baptisé à l'église Saint-Roch le 11 août 1667.
Il a été reçu à l'Académie royale de peinture et de sculpture le 26 mai 1663 avec la charge de remettre un tableau puis de prêter le serment requis.